# 吉胡貝塚

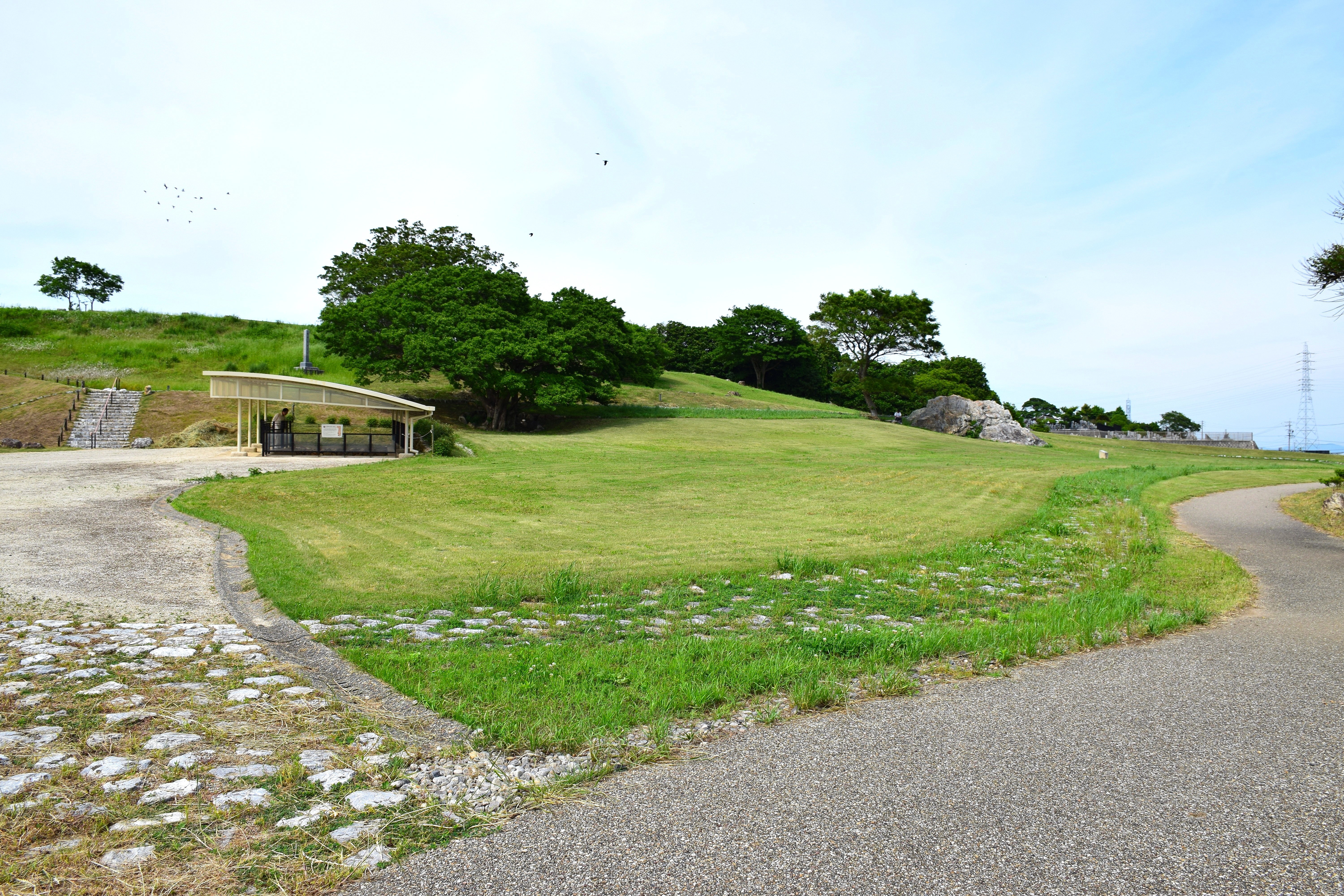
吉胡貝塚の展示施設

吉胡貝塚（よしごかいづか）は、愛知県田原市吉胡町矢崎にある遺跡。国の史跡に指定されている。

## 概要

### 概要

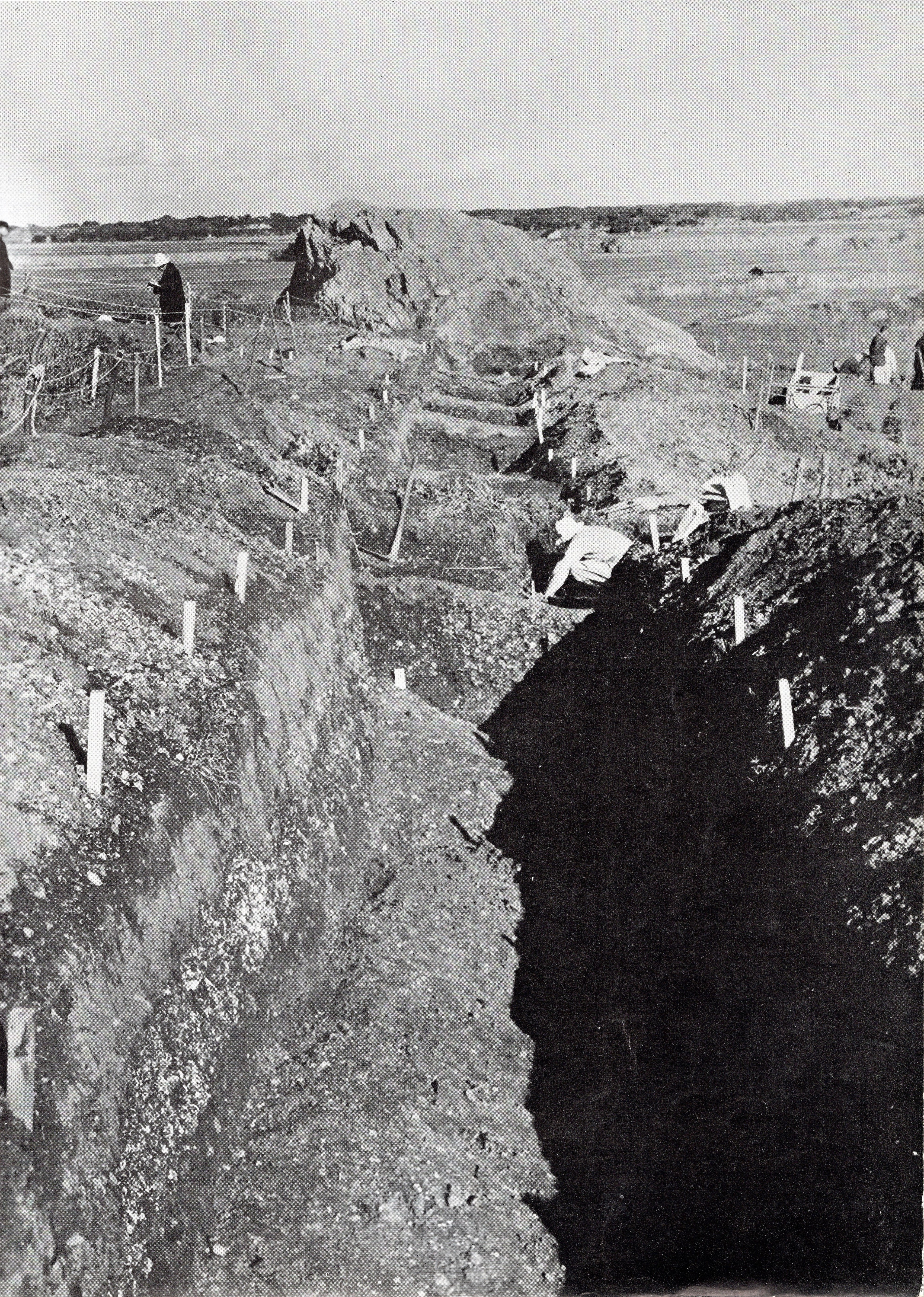
発掘調査の状況（第一トレンチ）

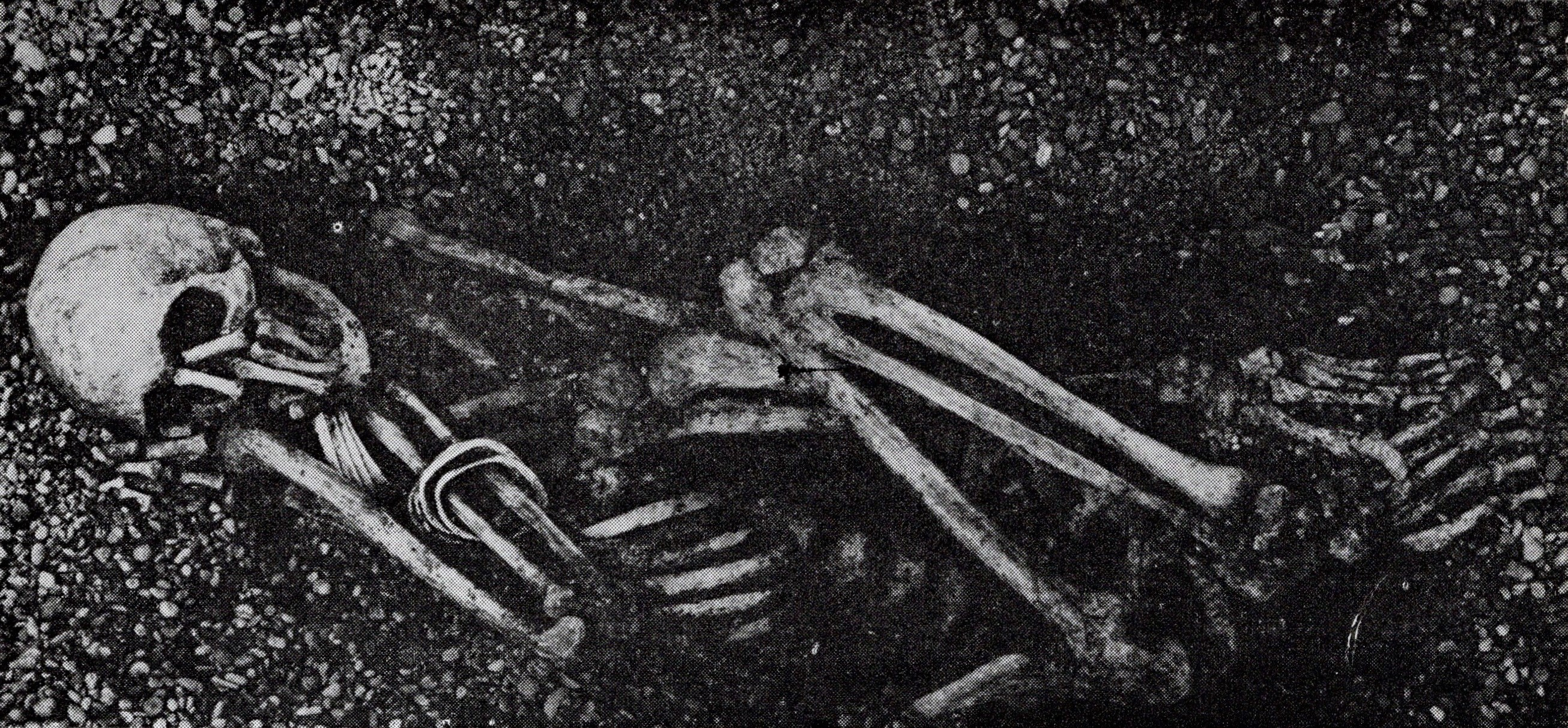
人骨出土状況（第三トレンチ）

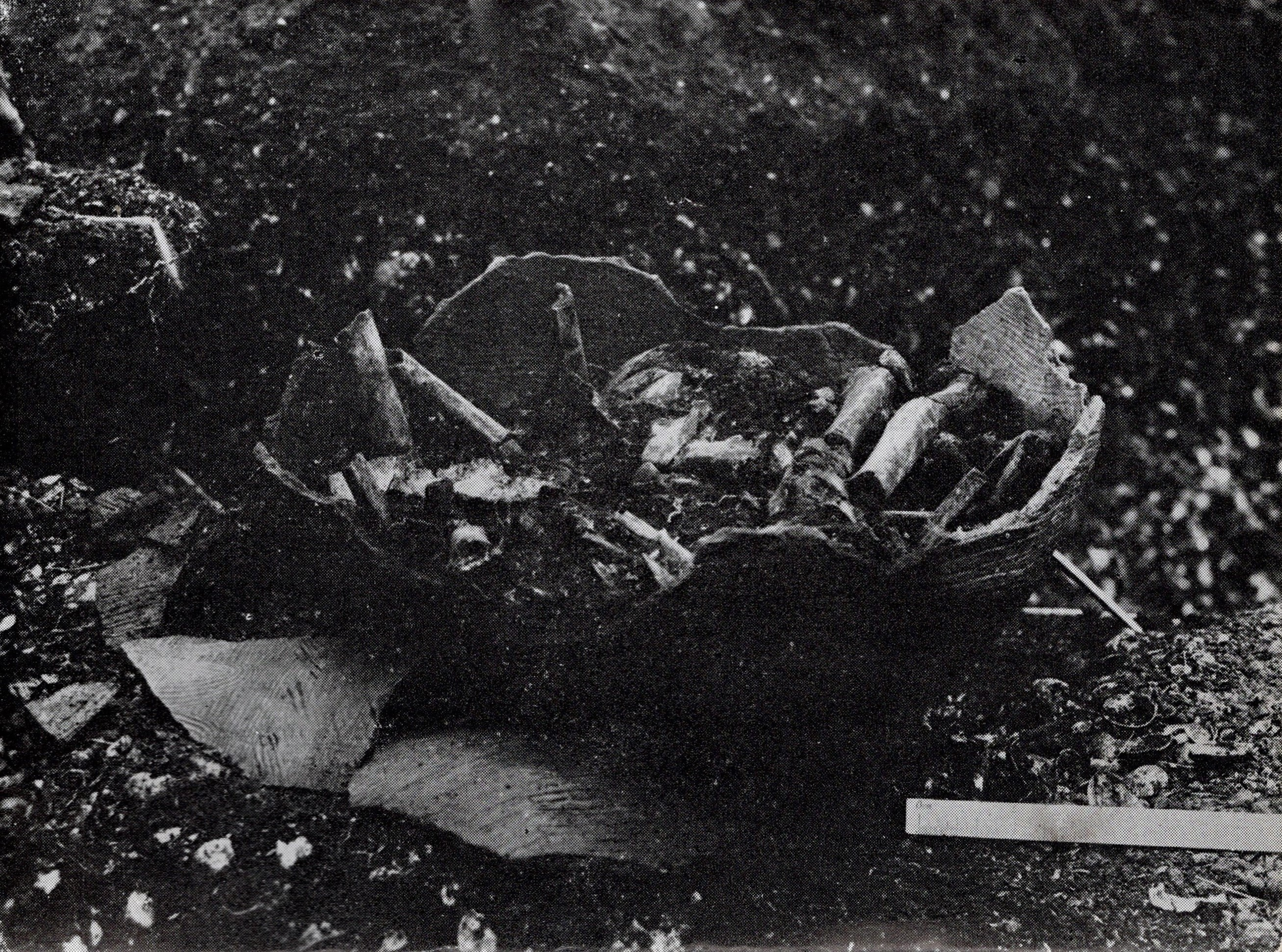
甕棺出土状況（第三トレンチ）

蔵王山南麓の汐川河口左岸側に位置する縄文時代晩期末葉から弥生時代前期の貝塚遺跡で、1922年（大正11年）10月と翌年3月に行われた京都帝国大学の清野謙次による発掘調査で302体の縄文人骨が出土し（出土数日本一）、その名を知られることとなった。
1950年（昭和25年）5月30日、文化財保護法が公布され、吉胡貝塚は国が発掘する第1号の遺跡として選ばれた。
1951年（昭和26年）、文化財保護委員会（文化庁の前身）による発掘調査が行なわれ、埋葬人骨33体が出土、ほかに土器原型カメ棺、イヌ等、縄文時代の研究資料において大きな成果を得た。
これらの成果により同年12月26日には国の史跡に指定された。
その後も1983年（昭和58年）の調査が行われ、また1993年（平成5年）から2000年にかけて史跡指定地とその周辺が公有化され、その上で2001年度から2006年度に亘る再度の調査が行われた。後に公園として整備され、2007年11月より「吉胡貝塚史跡公園」として公開されている。
大規模な貝塚1か所と小規模な貝塚4か所によって構成されていることが近年の調査で確認されているが、住居遺構に関しては未だ見つかっていない。遺物は縄文時代中期から中世までのものが多数発掘されている。
貝類では、ハマグリが最も多く、オキシジミ、アサリ、マガキなどが、鳥獣類も多様で、サル、ウサギ、キツネ、ブダイ、スズキ、マグロなどの骨格が出土している。

### 地理的な特徴
吉胡貝塚は現在の豊橋鉄道三河田原駅周辺から1kmほど北に行った、汐川の河口に面した見晴の良い丘の南斜面に位置している。国の史跡の指定範囲は、吉胡台地の南面する崖端から沖積地に当たる斜面であり、地形の変動がなされないままでよく保存されてきている。
周辺の土地利用については、「明治24年測量の地図においてもすでに畑地となっていた。大正11・12年の調査でも清野謙次はそれぞれの調査区を「道西のソバ畑」、「道西の桑畑」、「道東のイモ畑」と呼称していた。幕末には矢崎御殿が存在し、それ以前はうっそうと松が生い茂る場所であったことが伝えられ、明治以降にこの貝塚周辺が開墾を受けたことが知られる」「台地上は畑地として利用されていた」と報告されている。
周囲の景観は縄文時代とは異なるが、遺跡の近くまで海があったことは想像でき、吉胡貝塚から周囲を見渡した際、水田がおおよそ縄文時代の干潟に相当すると思われる。現在でも、汐川干潟は広大なものとして有名だが、縄文時代はさらに大きく広がり、干潟に生息する生き物たちは吉胡貝塚の人々に大きな恵みをもたらしていた。
なお、渥美半島では吉胡貝塚（国の史跡）を筆頭に、伊川津貝塚（愛知県指定史跡）、保美貝塚など縄文時代後期後半からはじまり、晩期～弥生前期にかけて盛行する三大貝塚が存在し、中でも吉胡貝塚は学史的にも極めて重要な位置を占めている。吉胡貝塚資料館　展示案内p22

## 吉胡貝塚史跡公園
「国指定史跡吉胡貝塚の保存及び活用を図るとともに、郷土に残る文化遺産に関する市民の関心を高め、郷土文化の向上に寄与する」ことを目的として設置された史跡公園で、愛称は『シェルマよしご』。吉胡貝塚資料館のほか、貝塚平面展示施設・貝塚断面展示施設および体験広場からなる。また、園内には田原藩11代藩主三宅康直の隠居屋敷であった矢崎御殿跡の石垣が残る。

### 整備計画
1993年（平成5年）、大半が民有地であった史跡指定地について、整備にあたって公有地化が第一の課題であり、その調整を始めた。同年、地元に譲渡希望の企業用地を駐車場用地として取得した。

### 吉胡貝塚資料館
2007年（平成19年）開館。資料の展示室と体験学習室を備えた2階建ての資料館で、貝塚はもちろん縄文遺跡としては最大の出土数の埋葬人骨（現在までに362体）について重点的に扱い、出土品のほかに模型なども展示している。体験学習室では勾玉や貝殻アクセサリー作りなどの体験学習ができる。さらに市内の学校への出前講座も行われている。

#### 利用案内
- 開館時間　9時〜17時（入館16時30分まで）
- 休館日　毎週月曜・休日の翌日・年末年始
- 入館料　一般200円、小中学生100円[17]

資料館以外の公園部は通年常時公開されている。

### 平面展示施設
調査で露出した貝塚と出土した土器などの遺物を、発掘した状態のまま保存され、上から覗き込むように見学できる。

### 断面展示施設
1951年に調査を行った墓地区画の断面の堆積状態や人骨の埋葬状態が再現されている。この施設には壁がなく、貝塚と周囲の地形との関係が解りやすくなっている。

### 屋外体験広場
芝生広場などがあり、火おこしや石器作りなどの体験学習もできる。

### 交通アクセス
- 自家用車
  - 愛知県道28号田原赤羽根線 蔵王山口交差点（県道399号との交差）から吉胡方面へ約700メートル
- 公共交通機関
  - 豊橋鉄道渥美線 三河田原駅から徒歩35分
  - 田原市ぐるりんバス童浦線 シェルマよしごバス停から徒歩1分